# Solberga distrikt, Skåne
Solberga distrikt är ett distrikt i Skurups kommun och Skåne län. 
Distriktet ligger sydost om Skurup. 

## Tidigare administrativ tillhörighet
Distriktet inrättades 2016 och utgörs av socknen Solberga i Skurups kommun.
Området motsvarar den omfattning Solberga församling hade 1999/2000.